# 견적
견적(sales quote)은 구매자가 자신이 원하는 것에 대한 원가를 볼 수 있게 하는 것이다. 수많은 사업체들은 선불 가격이 아닌 서비스를 제공하며 여기에 수반되는 비용은 다양할 수 있다. 고객 개개인의 요구에 따라 달라질 수 있는 사용되는 자재나 필수적인 인력 문제 때문일 수 있다. 그러므로 이 기업들은 잠재 고객에게 추정 비용을 안내하는 것이 일상화되어 있다.
견적을 담은 문서는 견적서라고 부른다.

## 같이 보기
- 송장
- 영수증